# Seiano
(Tacito, Annales, IV, 1)
Lucio Elio Seiano (in latino Lucius Aelius Seianus; Volsinii, 20-19 a.C. – Roma, 18 ottobre 31) è stato un militare e politico romano, ambizioso amico e confidente dell'imperatore Tiberio.
Prefetto del pretorio dal 14 al 31, fu il primo a utilizzare la carica per accrescersi potere e prestigio, rendendola un'influente branca amministrativa dello Stato.
La sua carriera fu una vertiginosa e repentina scalata al potere togliendo di mezzo ogni avversario politico. Allontanatosi Tiberio da Roma, Seiano divenne "consigliere e ministro di tutti gli affari", ma quando l'imperatore incominciò a sospettare che il suo ministro volesse spodestarlo, lo fece destituire e condannare a morte.

## Biografia

### Giovinezza e origini familiari
Eques originario di Volsinii (l'odierna Bolsena, in provincia di Viterbo), in Etruria, nella prima giovinezza fu al seguito del nipote di Augusto, Gaio Cesare, nella sua missione in Oriente, e divenne un favorito di Apicio, gastronomo, al quale si dice si prostituì. In seguito sposò Apicata, dalla quale ebbe tre figli: Strabone, Capitone Eliano ed Elia Giunilla.
La famiglia di Seiano era certamente illustre: il padre era Lucio Seio Strabone, prefetto del pretorio sotto Augusto, a sua volta figlio di una Terenzia, sorella della moglie di Mecenate. La madre era invece Cosconia Gallitta o, più probabilmente, Giunia, sorella di Quinto Giunio Bleso, console suffetto nel 10 d.C. Inoltre, come dimostra il cognomen, Seiano era stato adottato verosimilmente dal prefetto d'Egitto Gaio Elio Gallo.
Il matrimonio del padre Strabone con Giunia fornì a Seiano numerosi appoggi importanti: non solo il figlio di questa dal precedente matrimonio con il giurista Quinto Elio Tuberone, il console suffetto del 18 Lucio Seio Tuberone divenne, tramite adozione, fratello di Seiano, ma anche i di lei figliastri Quinto Elio Tuberone e Sesto Elio Cato erano stati consoli, rispettivamente nell'11 a.C. e nel 4, mentre la figliastra Elia era moglie del console dell'11 Lucio Cassio Longino e madre dei consoli, ordinario e suffetto, del 30 Lucio e Gaio Cassio Longino; inoltre, lo zio Quinto Giunio Bleso aveva generato due figli, entrambi consoli suffetti nel 26 (Quinto Giunio Bleso) e nel 28 (Giunio Bleso), mentre la matrigna Cosconia Gallitta era sorella di Servio Cornelio Lentulo Maluginense, console suffetto nel 10, e forse di Publio Cornelio Lentulo Scipione, console suffetto nel 2, a sua volta probabilmente padre dell'omonimo console suffetto del 24. Non a caso Velleio Patercolo, scrivendo nel 30 un elogio di Seiano nelle sue Historiae all'apice della potenza del prefetto, correda tali lodi con una celebrazione della famiglia:
(Velleio Patercolo, Historiae romanae ad M. Vinicium libri duo, II, 127, 3.)

### Ascesa (14-23 d.C.)

#### Carriera come prefetto del pretorio
Il primo ruolo di spicco occupato da Seiano di cui si abbia notizia fu l'accompagnamento di Druso minore, figlio di Tiberio, a sedare delle rivolte in Pannonia, di poco successive alla salita al trono del nuovo principe. Poco dopo, il padre lo associò alla prefettura della guardia pretoriana.

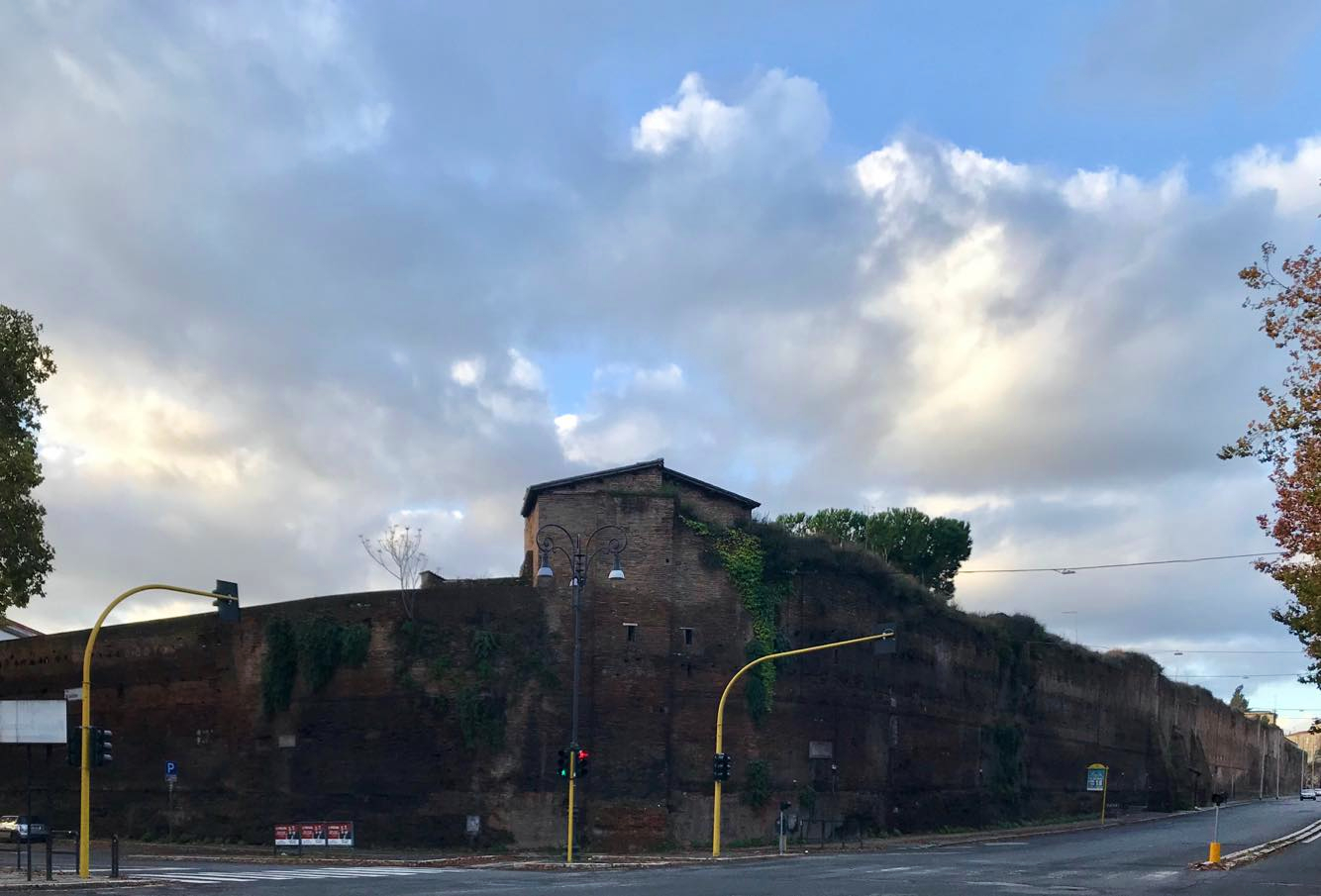
Angolo nord-ovest del muro di ronda dei Castra Praetoria

Quando il genitore fu eletto prefetto d'Egitto nel 15, Seiano, entrato nelle grazie dell'imperatore, rimase prefetto del pretorio unico, e fu tra i fautori dell'aumento del potere dei pretoriani; essi erano riuniti a Roma in un unico grande accampamento costruito appositamente sul Viminale, alla periferia della città, noto con il nome di Castra Praetoria attorno al 21-23. Seiano vedeva così accrescere immensamente la propria influenza sull'imperatore, trovandosi ora nella condizione di detenere la vera forza militare dell'Italia.

#### Scalata al potere e la morte di Druso minore
Grazie al particolare favore di cui godeva presso l'imperatore, Seiano acquisì una graduale influenza nella vita politica romana. Agli studiosi odierni pare improbabile che tale ascesa mirasse alla successione personale al potere ma che piuttosto volesse diventare il reggente di un giovanissimo erede, come poteva essere Tiberio Gemello.
Nel 20 provò a collegarsi con la famiglia imperiale, promettendo in moglie sua figlia neonata, Elia Giunilla, al figlio di Claudio, nipote di Tiberio, Druso, il quale però morì di asfissia pochi anni dopo, facendo sfumare il progetto. Due anni dopo si distinse come valido aiuto nel tenere a bada un incendio scoppiato nel Teatro di Pompeo, il che provocò gli elogi di Tiberio, che concesse nel 23 anche il trionfo per il già citato Giunio Bleso, zio di Seiano, trionfatore contro il ribelle Tacfarinas.

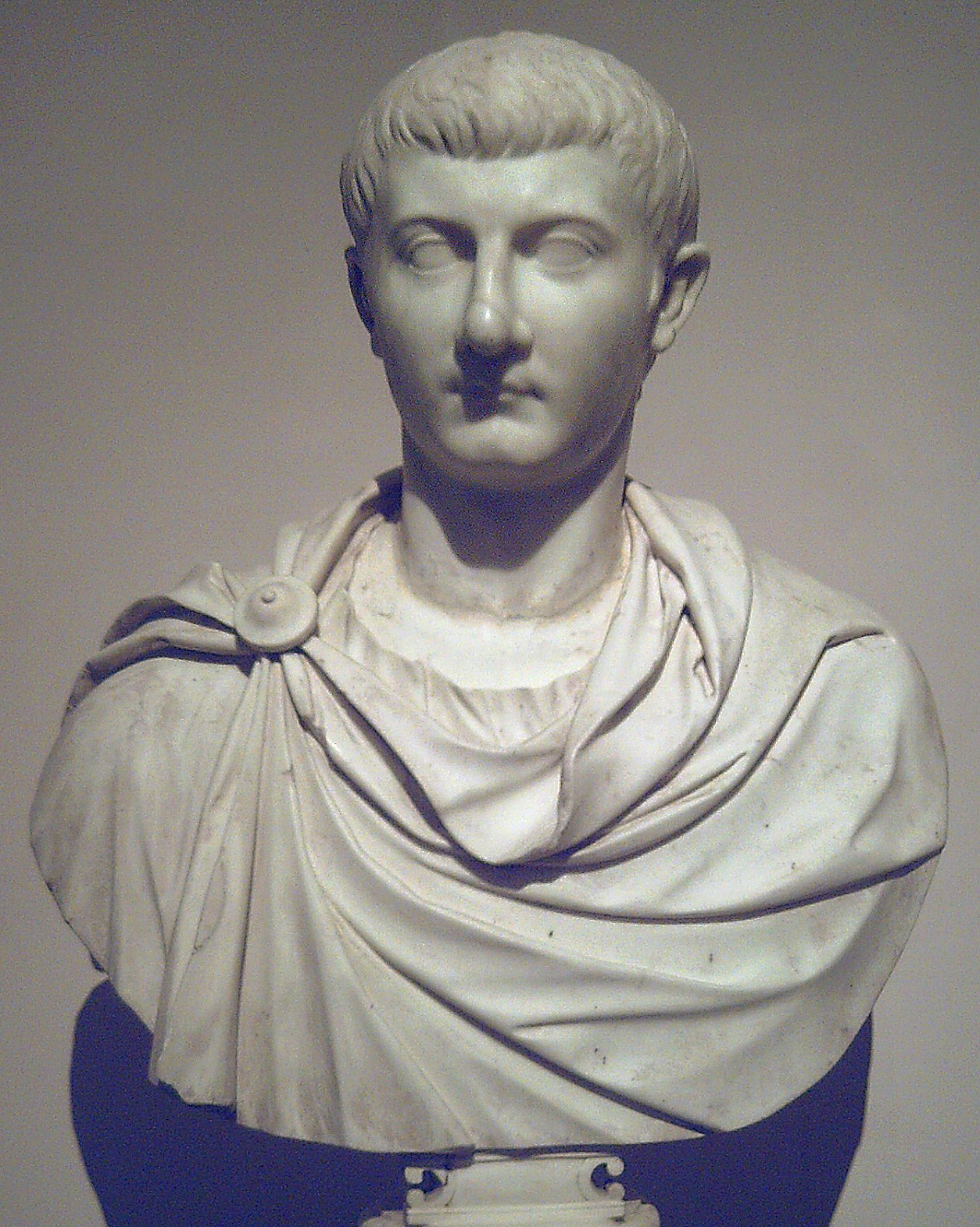
Busto di Druso Minore al Museo del Prado

Tra i molti ostacoli che si frapponevano alle sue ambizioni c'era Druso minore, che, al contrario del padre, odiava Seiano: era infastidito nel vedere come Tiberio prestasse attenzione ai consigli di un altro quando lui era in vita. L'odio sfociò una volta in una lite e Druso colpì Seiano con uno schiaffo, anche se secondo un'altra versione sarebbe stato Seiano a colpire il giovane erede e ciò avrebbe procurato motivo al prefetto di temerlo. Druso, però, morì nel 23, in seguito a quella che parve a tutti una lunga malattia. Tra le tante ipotesi, c'è quella secondo cui sarebbe stato avvelenato con un veleno dall'effetto lento dalla moglie Claudia Livilla, sorella di Germanico (nipote di Augusto), in combutta con il liberto Ligdo e il medico Eudemo. La donna, a quanto ne scrisse Tacito, era diventata amante di Seiano ed era stata da lui convinta a commettere l'omicidio.

### La persecuzione contro Agrippina e il ritiro di Tiberio a Capri (23-30 d.C.)

#### L'inizio delle persecuzioni e la richiesta di matrimonio con Livilla
La morte di Druso portò alla nomina come eredi di Tiberio i figli di Germanico, Nerone e Druso Cesare, i cui fautori, capeggiati dall'energica e irruenta vedova Agrippina maggiore, mal dissimulavano la gioia nel veder rifiorire il ramo del generale, anche durante il solenne funerale di Druso minore. Seiano approfittò di questa situazione per fomentare gli odi fra Tiberio e il ramo di Germanico al fine di eliminare altri ostacoli per la successione. Facilitarono le sue manovre i pontefici, che nel 24 accomunarono Nerone e Druso Cesare nell'invocazione agli dei per la salute del principe, il che causò il risentimento di Tiberio, probabilmente fomentato da alcune parole di Seiano, che allertavano il principe dell'ambizione di Agrippina. Seiano si valse dell'aiuto di Giulio Postumo, amante di Mutilla Prisca, confidente di Livia Drusilla, madre di Tiberio e vedova di Augusto: grazie a questa rete di amicizie, Postumo ebbe facile accesso all'orecchio dell'Augusta, e ne approfittò per accusare presso la donna Agrippina di ambizione sfrenata, sfruttando a sua volta la gelosia dell'anziana per il suo potere e titolo. Infine, mandò alcune donne, che si fingessero confidenti di Agrippina e fomentassero la sua ira contro Tiberio con racconti che mettevano in cattiva luce il principe.
Queste azioni di disturbo portarono alla condanna di molti amici del defunto comandante, fra i quali Gaio Silio, che aveva sconfitto Sacroviro, il quale aveva fomentato una rivolta in Germania. Silio, incriminato dal console Varrone, che assecondò le manovre di Seiano per degli odi fra suo padre e il padre del generale, preferì suicidarsi prima che la sentenza fosse emessa, mentre la moglie Sosia Galla venne mandata in esilio. Nel 25, cadde vittima di Seiano lo storico Cremuzio Cordo, che, a quanto pare, aveva commentato negativamente il posizionamento della statua di Seiano nel Teatro di Pompeo, anche se la causa del processo ufficiale fosse il fatto che egli aveva elogiato Bruto e Cassio in una sua opera annalistica.
Nel 25, Seiano, sotto pressione di Livilla e inebriato dal suo potere crescente, dopo aver ripudiato Apicata, scrisse una lettera a Tiberio, come era costume a quel tempo nelle richieste di matrimonio, chiedendo di poter sposare la vedova di Druso. Tiberio rifiutò, dicendo che il matrimonio fra una donna del ramo imperiale come Livilla e un cavaliere come Seiano sarebbe parso indegno, affermando che la scelta di Augusto di maritare la figlia Giulia con persone non appartenenti al ramo aristocratico come Agrippa, alla quale Seiano aveva fatto riferimento per convincere il principe, fosse dettata dalla necessità; inoltre, Livilla avrebbe male accettato di passare la vecchiaia con Seiano, dopo essere stata moglie del figlio dell'imperatore. Allora Seiano, vistosi rifiutata la proposta, decise di fare pressioni affinché Tiberio lasciasse Roma.

#### L'allontanamento di Tiberio da Roma

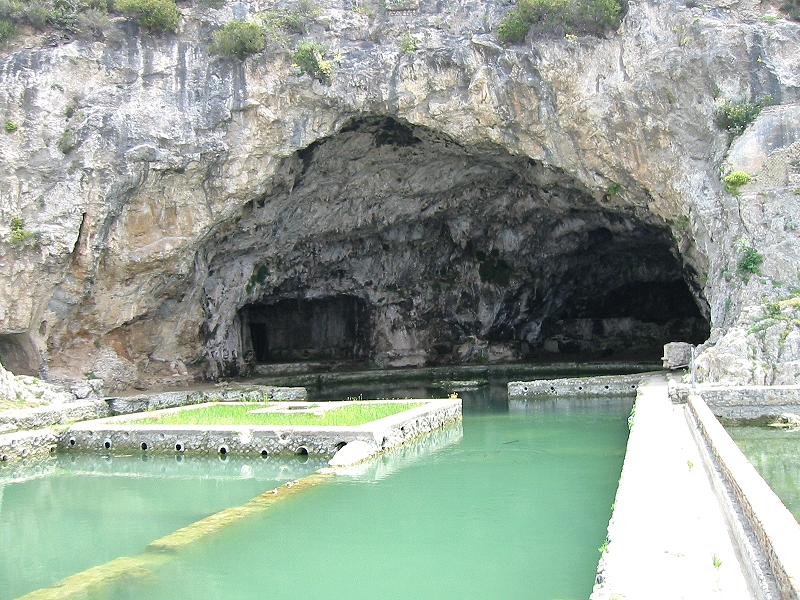
La grotta detta Spelunca, presso la villa di Tiberio a Sperlonga, dove, secondo Tacito, Seiano salvò la vita all'imperatore

L'imperatore, intanto, si andava inimicando sempre di più l'irruenta Agrippina e il suo influente partito, anche in seguito al processo contro Clodia Pulcra cugina di Agrippina, accusata dall'ex-pretore Domizio Afro, di adulterio con Furnio e di pratiche magiche mirate all'assassinio del principe. Agrippina cercò di intercedere per la cugina, e sorprese Tiberio mentre sacrificava ad Augusto. Agrippina asserì, con la sua tipica fierezza, che Tiberio contemporaneamente onorava la memoria del primo imperatore e perseguitava i suoi discendenti. Tiberio rispose, con un verso greco, domandandole se era perseguitata per il solo fatto che non regnava. In seguito, a un banchetto da Tiberio, la donna, messa in guardia da alcune persone che Seiano aveva mandato che il principe volesse avvelenarla, passò addirittura una mela che Tiberio gli aveva offerto a un servo perché la assaggiasse. Gli odi aumentarono dopo che Tiberio aveva pure lasciato Agrippina, che chiedeva il permesso di risposarsi col senatore Gaio Asinio Gallo, senza risposta.
Alla fine, nel 26, l'imperatore si risolse di partire per la sua villa di Sperlonga nel Lazio meridionale, accompagnato da un ristretto gruppo di confidenti quali il cavaliere e filosofo Curzio Attico (che in seguito cadrà per mano di Seiano e Lucio Marino), il giurista Marco Cocceio Nerva, padre del futuro imperatore omonimo, e l'astrologo Trasillo di Mende, oltre a Seiano stesso, con la scusa di dedicare un tempio a Giove in Capua ed uno ad Augusto a Nola, ed in seguito a Capri, nel 27. I motivi di tale gesto vanno ricercati non solo nelle pressioni di Seiano, come già detto prima, ma anche nella volontà del principe di allontanarsi da una città che reputava pericolosa, nel voler fuggire dalla madre Livia Drusilla, che Tiberio rifiutava di associare a sé nell'esercizio del- potere mentre questa gli rinfacciava che era stato grazie a lei che era divenuto imperatore, e nel suo desiderio di nascondere alcune ulcere che gli andavano funestando il viso, dato che Tiberio non tornò a Roma neppure dopo la morte di Seiano. In Campania inoltre avvenne un episodio che accrebbe in Tiberio la fiducia per il suo ministro: mentre era in corso un banchetto nella Spelunca, una grotta della sua villa a Sperlonga, il soffitto tutto d'un tratto crollò, travolgendo molti convitati. Seiano dunque puntò i suoi piedi per terra e fece da scudo per l'imperatore, salvandogli la vita.

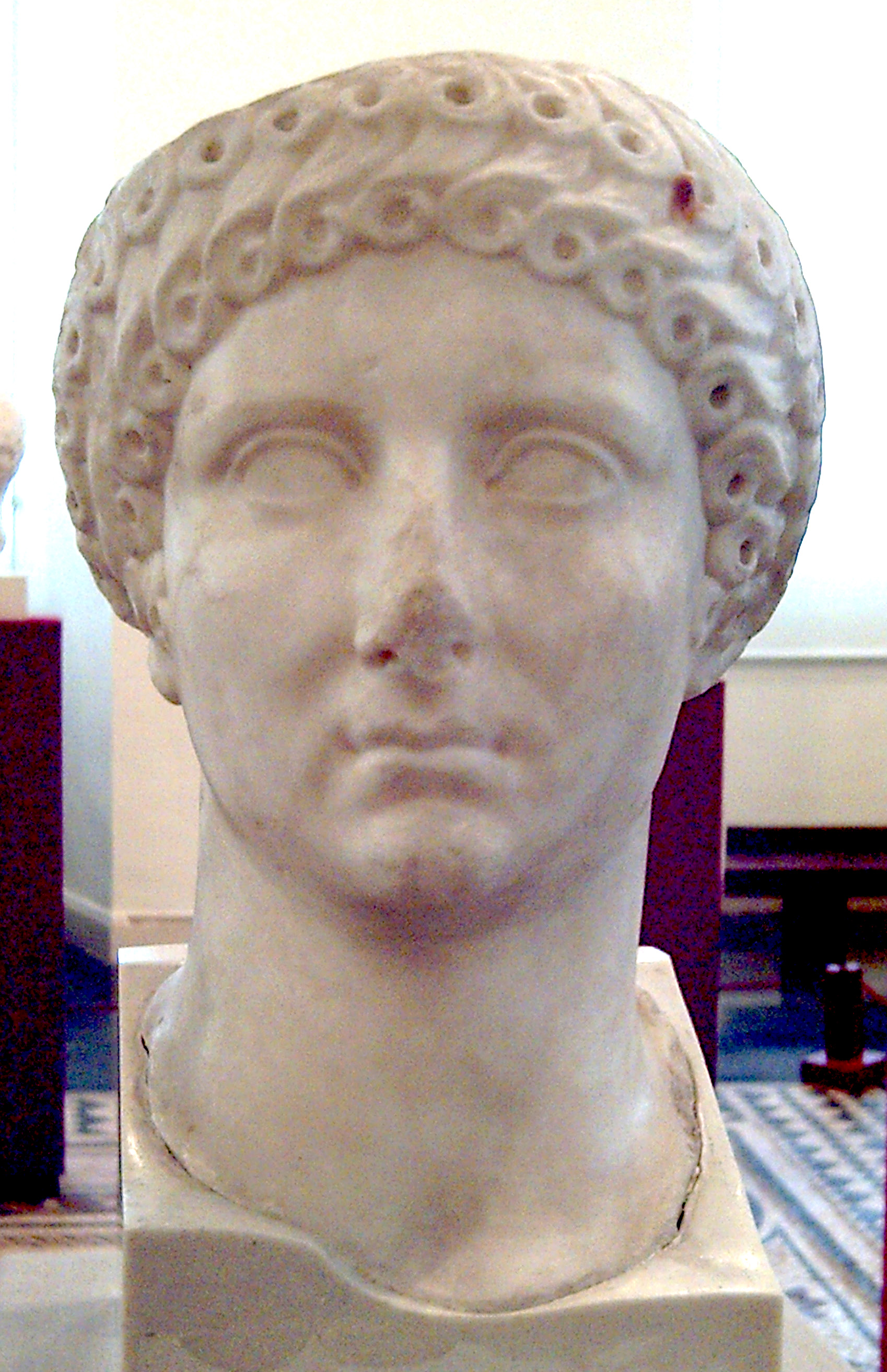
Ritratto di Agrippina Maggiore al M.A.N di Madrid

#### La fine di Agrippina
Con Tiberio a Capri, Seiano accrebbe il suo potere in modo smisurato. Nel 28 cadde un altro amico di Agrippina, Tizio Sabino, illustre cavaliere. Per mettere in atto la condanna, Seiano inviò un suo cliente, Latino Laziare, che si fingesse confidente di Sabino, e lo spingesse a criticare il prefetto del pretorio o l'imperatore, mentre tre suoi complici, Porcio Catone, Petilio Rufo e Marco Opsio, origliavano il tutto. Fu stilata una denuncia e inviata a Tiberio, che condannò Sabino, il quale fu trascinato per le vie di Roma verso il patibolo, cercando di urlare, seppur con dei nodi stretti alla gola e alla toga che lo incappucciava, che lui era la vittima sacrificale del nuovo anno a Seiano. Il cane di Sabino, che non aveva mai abbandonato il padrone, quando il cadavere di questi fu gettato nel Tevere, come si usava per i condannati, si gettò in acqua per evitare che affondasse. Dopo l'episodio di Sabino, la città era ormai in stato di costante ansia, e si evitavano colloqui anche fra confidenti.
Nel 29 morì Livia Drusilla, vera e propria eminenza grigia della casa dei Cesari. La sua autorità presso Tiberio era l'unica superiore a quella esercitata da parte di Seiano, ma morta l'anziana donna, nulla pose freno alle trame del prefetto. Nel medesimo anno, una lettera giunse da Capri, dove Tiberio accusava Nerone Cesare di comportamenti effeminati e di amori con giovinetti e Agrippina di arroganza. I senatori, tuttavia, su consiglio di Giunio Rustico, incaricato di redigere gli atti dell'assemblea e quindi giudicato il più indicato a interpretare il volere del principe, decisero di non condannare la vedova, dato che l'intento di Tiberio non era chiaro. Inoltre il popolo, che amava la famiglia di Germanico, stava fuori dalla Curia, agitando le immagini dei processati e urlando che la lettera era falsa e che si tramava la rovina di Agrippina all'insaputa di Tiberio. Questo fatto contribuì solo a rimandare la condanna; infatti Seiano denunciò che Roma era vicino al colpo di Stato, mentre Tiberio sollevò il senato da ogni peso nel processo, giudicando i due personalmente. Agrippina fu esiliata all'isola di Ventotene (allora nominata Pandataria), dove rimarrà in esilio fino al 33, anno della sua morte, dopo aver subito sevizie atroci da parte di un centurione che la fustigava. Quanto a Nerone, egli fu esiliato a Ponza, dove nel 31, poco prima della caduta di Seiano, si suicidò, forse su istigazione di un centurione che gli mostrò degli uncini. Druso, che aveva tradito la madre ed il fratello, non sopravvisse a lungo a tale evento. Nel 30 anch'egli fu processato sotto accusa di sedizione, e condannato alla reclusione nelle segrete del Palatino, dove morirà di fame nel 33.

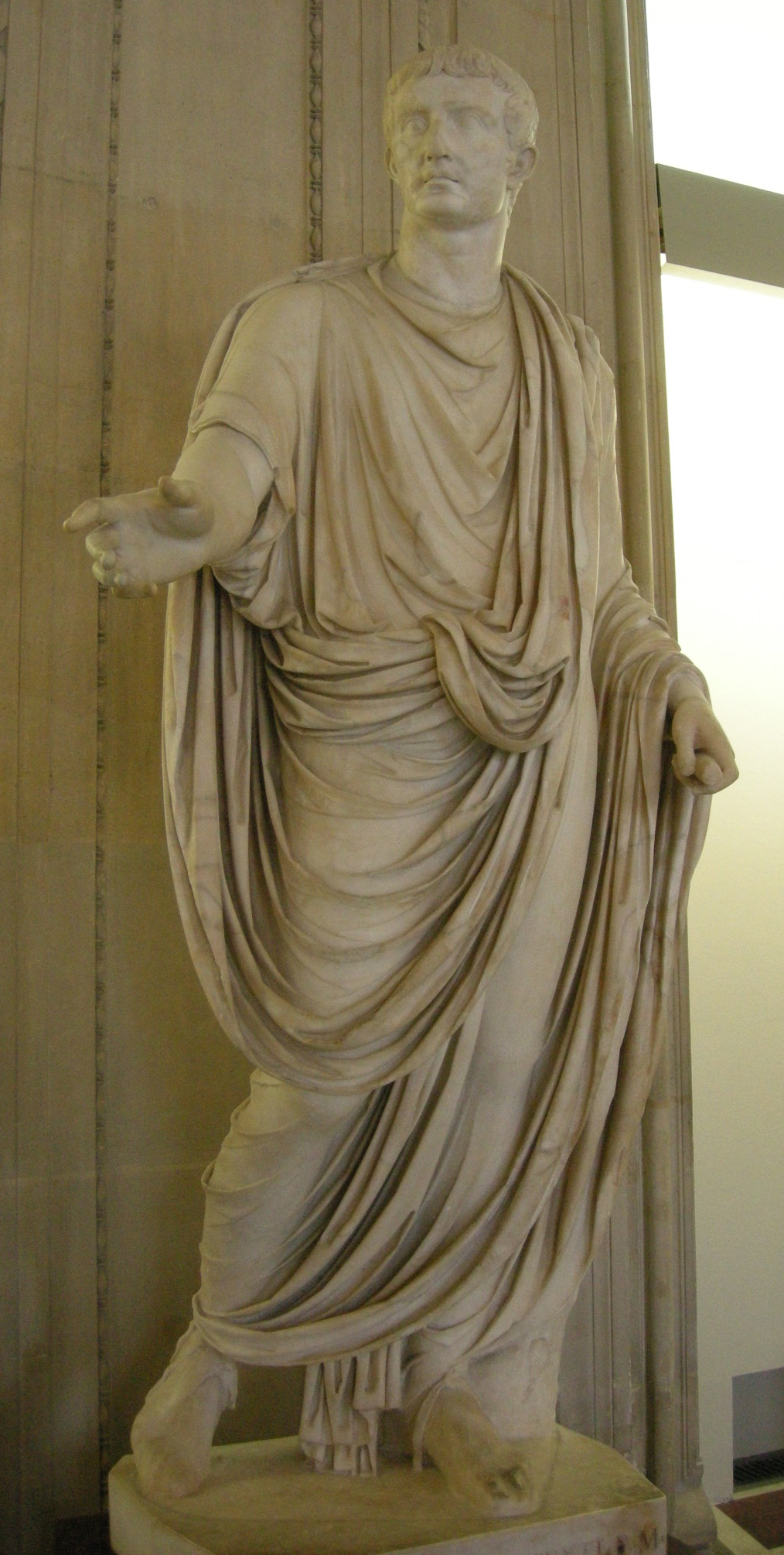
Statua di Tiberio conservata al Museo del Louvre.

Sempre nel 30, anche il senatore Asinio Gallo, che in passato aveva ambito alla mano di Agrippina, fu rovinato su istigazione di Tiberio, che lo odiava in quanto aveva sposato l'ormai defunta Vipsania Agrippina, prima e amatissima moglie dell'imperatore dalla quale era stato costretto a divorziare per ragioni politiche. Sembra che Gallo avesse incominciato ad adulare Seiano, o perché nel terrore di Tiberio pensava che Seiano sarebbe stato suo erede, oppure perché voleva che il prefetto diventasse troppo tracotante per l'imperatore stesso e cadesse in rovina. Tiberio non lasciò trasparire nessun sospetto: invitò Gallo a Capri a un banchetto, e nel medesimo giorno inviò una lettera al Senato accusando Gallo di essere geloso dell'amicizia dell'imperatore con Seiano. Il senatore non fu però giusitiziato, per volere dello stesso imperatore, ma fu tenuto in isolamento e sfamato con una quantità e qualità di cibo tale che non gli permettesse né di essere in forze, né di morire. Inoltre, è forse a questo periodo che risale un processo che intentò Seiano contro Fedro, come ci riporta lo scrittore stesso, forse in seguito ad allusioni sgradite che Seiano aveva colto in alcune favole dell'autore. Seiano ebbe nel processo ruolo di testimonio, giudice e accusatore. Alcuni sospettano che il fatto che il secondo libro delle Fabulae di Fedro contenga solo 8 favole sia dovuto a una confisca da parte di Seiano degli scritti che avevano provocato la sua ira. Infine, Seiano aveva ottenuto da Tiberio il maius imperium per la provincia di Giudea, e ciò gli permetteva di scegliere i proconsoli che sarebbero stati governatori di quell'area. Fu per tale motivo che Ponzio Pilato fu nominato governatore in Giudea nel 26. Seiano era fra l'altro noto per il suo feroce antisemitismo, tant'è che Filone di Alessandria lo considera il secondo più accanito persecutore dei Giudei dopo Caligola e ancor più feroce di Aulo Avilio Flacco, prefetto d'Egitto dal 32 al 38.

### Caduta e morte (31 d.C.)

#### Motivi e manovre preliminari di Tiberio
Attorno al 31, anno del suo consolato - che Seiano ratificò con un'inusuale cerimonia sull'Aventino - assieme a Tiberio, il potere di Seiano era smisurato, tant'è che si guardava a lui come fosse l'imperatore. Tiberio, dal canto suo, era considerato 'l'imperatore di un isolotto'. Gli onori decretati a Seiano erano immensi: fu stabilito che il suo compleanno fosse osservato come festa pubblica, che fosse inviata un'ambasceria di cittadini diversa da quella dell'imperatore per accoglierlo ogni volta che rientrava a Roma, e sia per lui sia per Tiberio offrivano sacrifici e preghiere.

A questo punto, tuttavia, l'influente personaggio fu destituito e condannato a morte dall'imperatore stesso. I motivi non sono chiari, anche perché la relativa parte negli Annales di Tacito è andata perduta. Secondo Flavio Giuseppe sarebbe stata Antonia minore, madre di Germanico, ad allertare il principe di una congiura che Seiano stava ordendo a Roma, forse a sua volta informata dal cliente di Seiano Satrio Secondo, inviando un dispaccio a Capri tramite il suo liberto Pallante (oppure Cenide secondo Svetonio). Svetonio, dal canto suo, sostiene che Seiano stesse preparando una rivoluzione. Lo stesso Tiberio sembra si sia giustificato in una sua autobiografia dicendo che aveva punito il prefetto perché aveva perseguitato la famiglia di Germanico; tuttavia, Svetonio è scettico riguardo a questa versione dei fatti, dato che la fine di Seiano non alleviò le pene di Agrippina e Druso. Studiosi moderni hanno sovente speculato sulla possibilità che dietro la caduta di Seiano ci fossero gli interessi di alcuni importanti personaggi (come lo stesso Caligola, Trasillo di Mende, astrologo di Tiberio, Pallante, Claudio o Macrone).

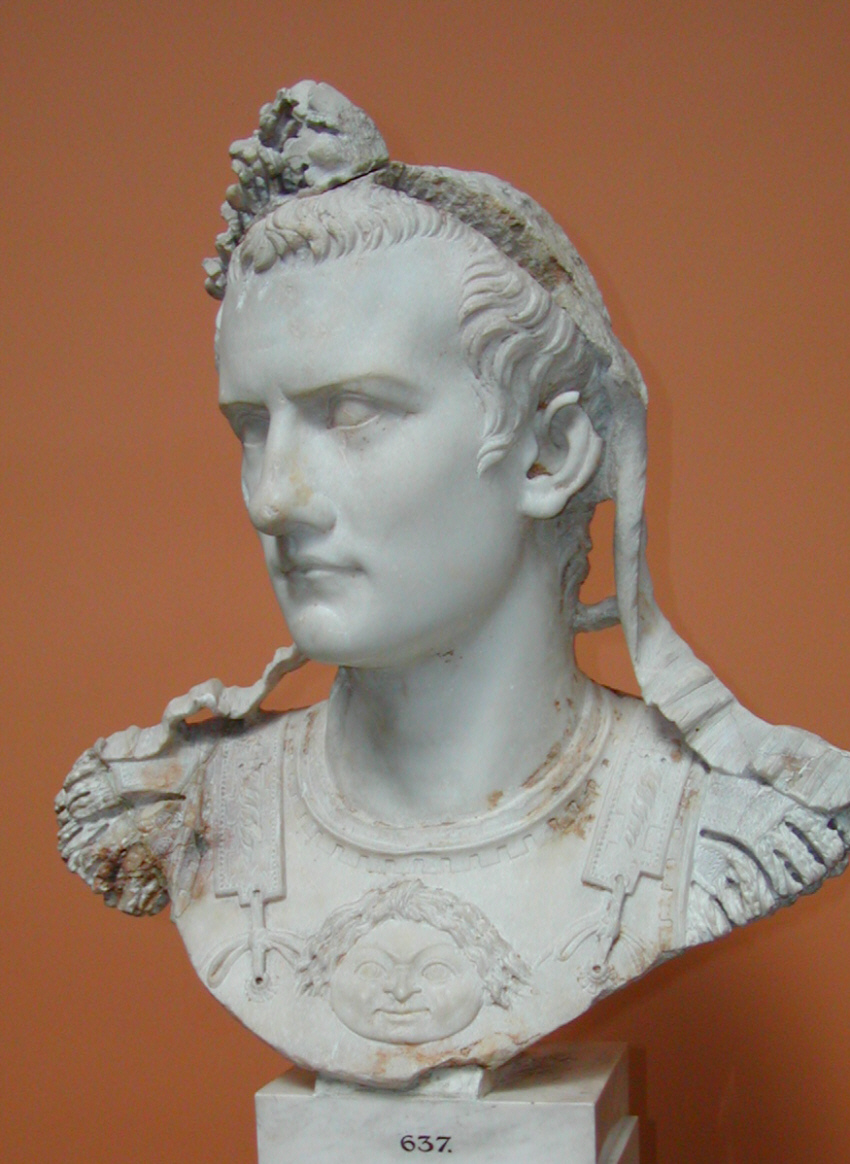
Ritratto di Caligola, al Ny Carlsberg Glyptotek.

Cassio Dione ci fornisce un'altra versione della caduta di Seiano. Pare infatti che la volontà di destituire Seiano partisse dall'imperatore stesso, che temeva che il suo prefetto usurpasse la sua autorità di principe a Roma. Per non destare sospetti, dato che Seiano godeva del favore dei pretoriani a Roma, l'imperatore ricoprì Seiano di onori, lo chiamava mio Seiano nelle lettere, permise che venisse fatto console assieme al prefetto ogni cinque anni, lasciò che venissero posizionate delle sedie dorate nei teatri sia per lui sia per Seiano, che venissero innalzate statue di bronzo ovunque in onore del prefetto del pretorio e che il suo nome fosse scritto nei documenti di fianco a quello del suo ministro. Inoltre gli diede in moglie la vedova di Nerone, Giulia Livia. Nel contempo, però, mandava confusi dispacci a Roma, dove ora dichiarava di stare sul punto di morte, ora affermava che stava benissimo e che sarebbe presto tornato nella capitale; ora si congratulava con Seiano, ora lo denunciava, e un'operazione simile eseguiva con i suoi amici. Inoltre aveva bloccato il processo a Lucio Arrunzio, nemico di Seiano, legato in Spagna fra il 21 e il 31, e aveva impedito al prefetto di recarsi in Campania per andare a trovare la sua promessa sposa, al tempo malata, dichiarando che lui stava tornando a Roma. Aveva anche rinunciato al consolato, costringendo Seiano a fare lo stesso. Nel contempo aveva innalzato al rango di sacerdoti sia Seiano sia suo figlio assieme all'ultimo figlio maschio di Germanico rimasto, Gaio Cesare, ovvero Caligola; ma aveva pure espresso apprezzamenti per quest'ultimo e dato alcune direttive che lasciassero intendere che sarebbe stato lui suo successore, mentre proibiva i sacrifici in onore di chiunque, e dunque pure quelli a Seiano. Infine lui stesso, quando scrisse una lettera al Senato sulla morte di Nerone, si riferì a Seiano semplicemente col nome. Questi era dunque in costante stato di agitazione per i lunatici atteggiamenti del principe nei suoi confronti, mentre la popolazione incominciò a diffidare da lui, ed evitarlo per strada.
Sempre secondo Dione, ci furono vari segnali che preannunciarono la caduta di Seiano: ad esempio, durante un sacrificio alla dea Fortuna, molto venerata da Seiano, tant'è che ne custodiva un simulacro in casa (lo stesso appartenuto a Servio Tullio), la statua si girò e rifiutò le libagioni. Inoltre, una volta, chiesti dei presagi agli auguri, si vide dei corvi posare sul tetto di casa sua. Altri eventi si susseguirono: a quanto pare, una volta, il pavimento a casa sua cedette, e una donnola uscì dalle rovine. Pare inoltre che a un suo servo, dopo che lo aveva seguito sul Campidoglio a fare un sacrificio, capitò di scivolare su delle scale, dove si era soliti buttare i condannati a morte, ovvero le Scale Gemonie. Infine, la testa di una sua statua fu vista fumare: rottala per scoprire il motivo del fatto, ne uscì un grosso serpente. Quando si sostituì la testa alla statua, attorno a essa apparve una corda. Seneca ci dice pure che fu vista una palla di fuoco in cielo, come quella veduta dopo la morte di Augusto e di Germanico.

#### La denuncia
Il 17 ottobre del 31, Tiberio, nominato segretamente prefetto del pretorio Macrone, già prefetto delle coorti urbane, inviò a Roma quest'ultimo con l'ordine di accordarsi con Grecinio Lacone, comandante dei vigiles, perché fornisse il supporto della propria milizia, e col nuovo console Publio Memmio Regolo (non l'altro, Lucio Fulcinio Trione, poiché costui era una creatura di Seiano), che in quel momento portava i fasces, affinché convocasse il Senato nel tempio di Apollo.
Quando Seiano giunse in Senato, venne informato da Macrone che gli era appena stata conferita la potestà tribunizia con una lettera dell'imperatore che sarebbe stata letta davanti all'assemblea. Mentre Seiano prendeva così giubilante il proprio posto, Macrone, rimasto fuori dal tempio, allontanava i pretoriani di guardia, facendoli sostituire dai vigili di Lacone. Dopodiché, consegnata la lettera di Tiberio al console, si recò nei Castra Praetoria per annunciare la sua nomina a prefetto.
Nella lettera, molto lunga e vaga, Tiberio trattava vari argomenti, di tanto in tanto intesseva le lodi di Seiano, a volte gli muoveva qualche critica, poi, verso la fine, improvvisamente l'imperatore accusava il prefetto di tradimento, ordinandone la destituzione e l'arresto, assieme a quella di due senatori a lui legati. Regolo, a questo punto, ordinò a Seiano di alzarsi e venire da lui, ma il prefetto, non abituato a prendere ordini, se lo fece ripetere tre volte, prima di andare dal console. Dopodiché, Regolo domandò a un senatore se approvasse l'arresto del prefetto e, alla sua risposta positiva, Seiano fu scortato al Carcere Mamertino, Lungo il tragitto il popolo lo ricoprì di insulti e fu anche picchiato da alcuni. Il prefetto del pretorio vide anche le sue stesse statue essere ridotte in pezzi dalla folla inferocita. Quelle stesse statue furono in seguito fuse e trasformate in catene, orci e pitali.

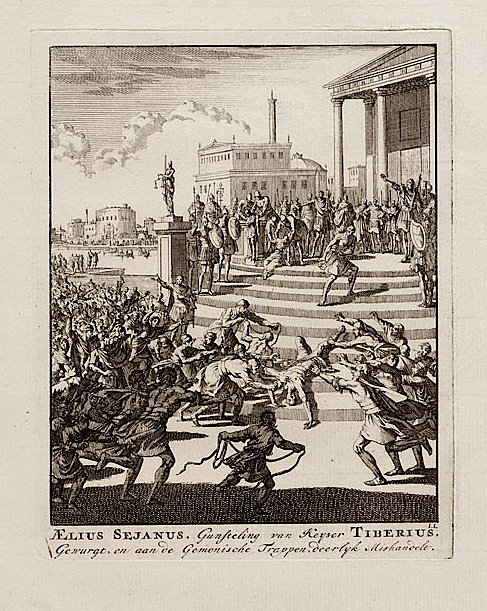
Incisione del 1698 di Jan Luyken che ritrae il popolo che si accanisce sul cadavere di Seiano

#### Conseguenze
Quella sera, vedendo che i Pretoriani non avevano reagito all'arresto di Seiano, il Senato si riunì nel tempio della Concordia per giudicare Seiano con processo sommario, al termine del quale l'ex-prefetto venne condannato a morte e colpito da damnatio memoriae.
Seiano fu giustiziato tramite strangolamento la notte del 18 ottobre e il popolo fece scempio del suo corpo prima di gettarlo nel Tevere. I suoi amici e parenti furono processati e molti vennero condannati a morte in una ferocissima repressione. Anche i figli di Seiano furono condannati a morte. Giunilla, in particolare, essendo ancora vergine, non avrebbe potuto subire la pena capitale; per ovviare a questo ostacolo, fu stuprata sul patibolo da un centurione. L'ex-moglie Apicata, vedendo i cadaveri dei figli gettati sulle Gemonie, si suicidò dopo aver rivelato in una lettera a Tiberio le colpe di Seiano e di Livilla (in seguito confermate da Ligdo ed Eudemo, sotto tortura), che, anche se secondo alcuni non fu condannata a morte dal principe per il rispetto che portava questo per sua madre, fu probabilmente rinchiusa in una stanza da Antonia stessa e lì fatta morire di fame. L'imperatore invece premiava i pretoriani e le truppe in Siria, i primi per non essere stati complici di Seiano, le seconde per non aver messo l'immagine di Seiano fra le loro insegne. Il Senato, infine, ordinava feste perpetue e l'innalzamento di una statua alla Libertà con la seguente dedica:
(Dedica del Senato a Tiberio.)

## Storiografia

### Fonti
La principale fonte su Seiano è Tacito, che concentra molta attenzione sul prefetto e sulle sue manovre delittuose nel corso del libro IV degli Annales, anche se la parte relativa alla caduta di Seiano è andata perduta. Anche Svetonio ce ne parla, nella sua Vita di Tiberio contenuta nel suo De Vita Cesarum, in maniera però assai più sommaria e molto meno dettagliata rispetto a Tacito, dato che l'attenzione è più concentrata su Tiberio stesso. Altra fonte importante su Seiano è Cassio Dione, che ce ne parla nei libri LVII e LVIII della sua Historia Romana. L'importanza di Dione sta anche nel fatto che ci permette di integrare Tacito, dato che parla in maniera estesa e dettagliata della caduta di Seiano. Anche Velleio Patercolo, contemporaneo del prefetto, ce ne parla verso la fine della sua imponente opera Historiae romanae ad M. Vinicium libri duo.
Fonti secondarie sono rintracciabili in Seneca, che menziona Seiano nelle Naturales Quaestiones e nella Consolatio ad Marciam. Anche Fedro, che era incappato nell'ira del prefetto, ne parla brevemente nel prologo del libro III delle sue Fabulae. Il maius imperium sulla Giudea che Seiano detenne per un certo periodo ha spinto alcuni scrittori ebrei ad includerlo nei loro scritti, primi fra tutti Flavio Giuseppe nelle sue Antiquitates Iudaicae e Filone di Alessandria nel suo In Flaccum. Infine, è menzionato nelle Saturae di Giovenale.

### Giudizio storico
Nella storiografia antica, Seiano è sempre stato considerato come una figura negativa. Tacito lo considera colui che istigò Tiberio al male, Svetonio invece ce ne parla come un mero strumento del principe, al quale forniva le situazioni per commettere i suoi crimini. Unico storico che lo elogia è Velleio Patercolo, che fu contemporaneo del prefetto. La motivazione dell'atteggiamento di Patercolo nei confronti di Seiano va ricercata, secondo Henry Dodwell (1641-1711), in un'amicizia fra lo storico e il prefetto nella cui caduta, come afferma Dodwell, Patercolo fu probabilmente coinvolto.
Nella storiografia contemporanea, la figura di Seiano è spesso stata ridimensionata rispetto al passato. Molti studiosi contemporanei, infatti, ritengono Seiano innocente da ogni tipo di cospirazione, considerati gli svantaggi che assassinare Tiberio gli avrebbe apportato, e anzi vittima lui stesso di una cospirazione di aristocratici, che lo vedevano come un elemento pericoloso.

## Nella cultura di massa

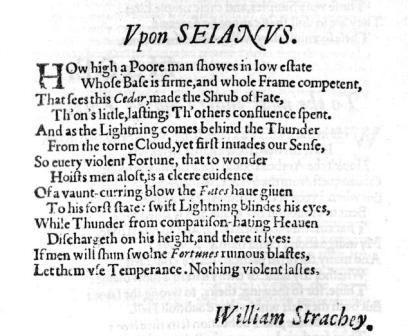
Poema scritta da William Strachey nella prefazione della prima edizione di Sejanus: His Fall di Ben Jonson.

### Letteratura
Data l'esiguità delle fonti su questo personaggio, e per questo adatto all'estrapolazione letteraria e no, Seiano è stato sovente oggetto di numerose attenzioni da parte della comunità artistica. Il caso più famoso è il dramma di Ben Jonson Sejanus: His Fall (1603), dove viene narrata l'ascesa e la caduta del potente prefetto. Il dramma, che fra l'altro aveva William Shakespeare nel cast della prima nel ruolo di Tiberio, non ebbe però successo. Più o meno contemporaneo al lavoro di Jonson è The Tragedy Of Claudius Tiberius Nero (1607) di autore ignoto che, seppur avendo come protagonista Tiberio, riserva a Seiano un ruolo di primo piano. Altri drammi stranieri degni di nota che hanno caratterizzato il personaggio di Seiano in ruoli più o meno rilevanti, ma sempre antagonistici, sono il Tiberio di André Chénier e La morte di Agrippina di Cyrano de Bergerac. In tempi più recenti, Seiano è stato anche menzionato nel romanzo Ben-Hur (1880) di Lewis Wallace, ed è apparso nel romanzo di Robert Graves Io, Claudio (I, Claudius) (1934). Negli ultimi anni, Andrea Frediani lo ha inserito in un ruolo di rilievo nel suo romanzo La dinastia (2012), e Robert Fabbri lo ha usato come personaggio nel suo ciclo su Vespasiano, nel libro Il giustiziere di Roma (2012).
In Italia, Seiano è stato anche il soggetto di molti drammi poco noti, come Druso (1816), di Francesco Benedetti, poco fedele al fatto storico, dove Seiano ricopre un ruolo di secondo piano. Altri esempi sono Sejano (1722) di Giovanni Artico e Il Sejano (1729) di Saverio Pansuti. In un dramma successivo, Il proscritto romano (1825), scritto da Luigi Marchionni, Seiano appare, ma solo brevemente per due volte durante l'ultimo atto, anche se è menzionato molte volte per tutta la tragedia.

### Musica
In musica, Seiano ha avuto fortuna nei primordi nella storia dell'opera. Nicolò Minato è stato infatti l'autore di un dittico, La prosperità di Elio Seiano e La caduta di Elio Seiano, entrambi datati al 1667, musicati da Antonio Sartorio. Nelle due opere, Seiano è rispettivamente un contralto e un tenore, e la trama, pur prendendo spunto da eventi storici, è sostanzialmente inventata, includendo nella narrazione anche personaggi che al tempo dell'ascesa del prefetto erano morti come Agrippa o Gaio Cesare. Seiano compare pure nell'opera Arminio di Heinrich Ignaz Franz Biber, probabilmente su libretto di Francesco Maria Raffaellini, composta fra il 1690 e il 1692, dove la sua vocalità può essere quella di un contralto o di basso. Nell'opera L'esule di Roma (1827) di Gaetano Donizetti, tratta dal succitato Il proscritto romano, Seiano non appare mai in scena ma è menzionato più volte dai personaggi, avendo un ruolo attivo nella vicenda, trattandosi del vero e proprio antagonista del melodramma.

### Televisione
Anche la televisione si è occupata di Seiano, specialmente nella serie televisiva I, Claudius (1976), che si basa sulla novella succitata. In questa serie Seiano è interpretato da Patrick Stewart, e appare negli episodi Poison Is Queen, Some Justice, Queen Of Heaven e Reign Of Terror, rispettivamente il quarto, il quinto, il sesto e il settimo episodio della serie. Di poco antecedente a quest'ultima serie è The Caesars (1968), dove Seiano, interpretato da Barrie Ingham, appare negli episodi Augustus, Germanicus, Tiberius e, infine, nell'episodio a lui dedicato, Sejanus. Nella serie A.D. - Anno Domini (1985), Seiano, interpretato da Ian McShane, ha un ruolo centrale nei primi due episodi.

### Videogiochi
Seiano appare anche come uno degli antagonisti principali nell'avventura dinamica Spartan: Total Warrior, uscito per PlayStation 2, Nintendo GameCube e Xbox nell'ottobre del 2005.

### Esplicative
1. ↑  Ci sono numerose indicazioni sul fatto che Seiano fosse entrato a far parte della casa imperiale sposandone un membro. Infatti Marco Terenzio definisce Seiano nel suo discorso riportato da Tacito (VI, 8) Claudiae et Iuliae domus partem, quas adfinitate occu paverat. Il nome di Giulia Livia come promessa in sposa a Seiano appare in Cassio Dione, LVIII, 3.9, ma questo potrebbe essere semplicemente un refuso. Secondo Jane Bellamore e altri studiosi, sarebbe stata Claudia Livilla la seconda moglie di Seiano. Infatti, nei Fasti ostienses, viene riportato che la moglie di Seiano si suicidò otto giorni dopo il marito. Considerato che Giulia Livia visse per altri dodici anni dopo la morte di Seiano e che Livilla era già stata amante del prefetto a lungo, è del tutto possibile che Seiano si fosse sposato con la seconda piuttosto che con la prima. Che la persona riportata sui Fasti sia Apicata, è poco probabile, dato che questa nel 31 non era più la moglie del prefetto, e comunque secondo Dione Apicata si tolse la vita solo dopo aver visto i corpi dei figli (Cassio Dione, LVIII, 11.6) la morte dei quali, come ci riportano gli stessi Fasti, avvenne a novembre/dicembre.
2. ↑  Il significato di questa cerimonia può essere interpretato come un tentativo di Seiano di avvicinarsi alla plebe, dato che l'Aventino aveva un forte valore per lo strato sociale più basso a Roma per una serie di eventi più o meno mitici legati al luogo. Levick, p. 91
3. ↑  Secondo John Nicols, questa partecipazione di Antonia nella vicenda è un'invenzione posteriore di età claudiana o flaviana, e anzi la donna avrebbe collaborato con l'ascesa del prefetto

### Riferimenti
1. 1 2 3 4 5 6 7 8 9  Tacito, Annales, IV, 1
2. ↑  H.W. Bird, pag. 1
3. 1 2 3 4   Angelo Filipponi, Giudaismo romano II[collegamento interrotto], Angelo Filipponi, 3 ottobre 2011, ISBN 9788863692259. URL consultato il 19 luglio 2016.
4. 1 2 3   Freeman Adams, The Consular Brothers of Sejanus, in The American Journal of Philology, vol. 76, n. 1, 1º gennaio 1955,  pp. 70-76, DOI:10.2307/291707. URL consultato il 13 giugno 2016.
5. 1 2 3 4 5   Fulviomario Broilo, Xenia., L'ERMA di BRETSCHNEIDER, 1º gennaio 1985, ISBN 9788870625721. URL consultato l'11 giugno 2016.
6. 1 2 3 4 5 6 7  Ronald Syme, The Augustan aristocracy, Oxford, Clarendon Press, 1986, pp. 300-312.
7. ↑  Cfr. lo stemma familiare in Barbara Levick, Tiberius the politician, London-New York, Routledge, 19992, p. 261.
8. ↑  Tacito, Annales, IV, 2
9. 1 2   Ann Boddington, Sejanus. Whose Conspiracy?, in The American Journal of Philology, vol. 84, n. 1, 1º gennaio 1963,  pp. 1-16, DOI:10.2307/293155. URL consultato il 22 luglio 2016.
10. ↑  Tacito, Annales, IV, 7
11. 1 2 3  Tacito, Annales, IV, 3
12. ↑  Cassio Dione, Historia Romana, LXII, 22.1-2
13. ↑  Tacito, Annales, IV, 8
14. 1 2 3  Tacito, Annales, IV, 12
15. ↑  Tacito, Annales, IV, 17
16. ↑  Tacito, Annales, IV, 18
17. ↑  Tacito, Annales, IV, 19
18. ↑  Seneca, Consolatio ad Marciam
19. ↑  Tacito, Annales, IV, 35-36
20. ↑  Tacito, Annales, 39-41
21. 1 2  Tacito, Annales, IV, 52
22. ↑  Tacito, Annales, IV, 54
23. ↑  Tacito, Annales, IV, 53
24. ↑  Tacito, Annales, VI, 10
25. 1 2  Tacito, Annales, IV, 57
26. ↑  Tacito, Annales, IV, 67
27. ↑  Tacito, Annales, IV, 59
28. ↑  Tacito, Annales, IV, 68-70
29. ↑  Cassio Dione, Historia Romana, 58,2
30. ↑  Tacito, Annales, IV, 69
31. 1 2  Tacito, Annales, V, 3
32. 1 2 3  Tacito, Annales, V, 4
33. ↑  Tacito, Annales, IV, 25
34. ↑  Svetonio, Vite dei Cesari, Vita di Tiberio, LIV
35. ↑  Tacito, Annales, VI, 23
36. ↑  Cassio Dione, Historia Romana, 58, 3.1
37. ↑  Svetonio, Vite dei Cesari, Vita di Tiberio, VII
38. ↑  Cassio Dione, Historia Romana, 58, 3.1-2
39. ↑  Cassio Dione, Historia Romana, 58, 3.3
40. ↑  Cassio Dione, Historia Romana, 58, 3.6
41. 1 2 3  Fedro, Fabulae III, prologo, vv. 34-44
42. ↑   Cecilia Benedetti, Antonio La Penna, Fernando Solinas, La favola antica, Milano, Mondadori, 2007,  p. 428.
43. ↑  Filone di Alessandria, Flaccus, XXI, 185
44. ↑  (EN) Ralph Haeussler, Becoming Roman?: Diverging Identities and Experiences in Ancient Northwest Italy, Left Coast Press, 31 agosto 2013, ISBN 9781611321883. URL consultato il 19 luglio 2016.
45. ↑  Gaio Svetonio Tranquillo, Vite dei Cesari, Vita di Tiberio, LXV
46. 1 2 3  Cassio Dione, Historia Romana, 58, 4
47. 1 2 3 4 5  Cassio Dione, Historia Romana, 58, 5
48. ↑  Cassio Dione, Historia Romana, 58, 3.7
49. ↑  Svetonio, Vite dei Cesari, Vita di Vespasiano,III
50. ↑  Giuseppe Flavio, Antichità Giudaiche, XVIII,6
51. ↑  Svetonio, Vite dei Cesari, Vita di Tiberio, CXV
52. ↑  Svetonio, Vite dei Cesari, Vita di Tiberio, CXI
53. ↑  Levick, p. 137
54. 1 2 3   Angelo Filipponi, VITA SUBLIME Gaio Cesare Germanico Caligola[collegamento interrotto], Angelo Filipponi, 11 marzo 2015, ISBN 9786050364453. URL consultato il 12 giugno 2016.
55. ↑  Cassio Dione, Historia Romana, 58, 6
56. 1 2 3 4  Cassio Dione, Historia Romana, 58, 7
57. 1 2  Cassio Dione, Historia Romana, 58, 8
58. 1 2 3 4  Cassio Dione, Historia Romana, 58, 9
59. ↑  Seneca, Naturales Quaestiones, I, 3
60. ↑  RPC I 398; NAH 1079-80; SNG Copenaghen 620
61. 1 2 3  Cassio Dione, Historia Romana, 58, 10
62. 1 2 3 4 5  Cassio Dione, Historia Romana, 58, 11
63. ↑  Giovenale, Satire, Satira X
64. ↑  Tacito, Annales, VI
65. ↑  (EN) Marjorie Lightman e Benjamin Lightman, A to Z of Ancient Greek and Roman Women, Infobase Publishing, 1º gennaio 2008, ISBN 9781438107943. URL consultato il 13 giugno 2016.
66. ↑  Svetonio, Vite dei Cesari, Vita di Tiberio, XLVIII
67. ↑  Svetonio, Vite dei Cesari, Vita di Tiberio, 55
68. ↑  Velleio Patercolo, Historia Romana, II, 127-128
69. ↑   Henry Dodwell, Annales Velleinai, Quintilianei, Statiani, 1698.
70. ↑   David Grote, The Best Actors in the World: Shakespeare and His Acting Company, Westport, Grenwood Press, 2002.
71. ↑   Untitled Document, su extra.shu.ac.uk. URL consultato l'11 giugno 2016.
72. ↑  https://books.google.it/books?id=MTVRAAAAcAAJ&pg=PA93&dq=tiberio+tragedia&hl=it&sa=X&ved=2ahUKEwjUnsb9z53sAhVMiYsKHZZzB7wQ6AEwAHoECAEQAg#v=onepage&q=tiberio%20tragedia&f=false
73. ↑  http://www.theatre-classique.fr/pages/pdf/CYRANO_LAMORTDAGRIPPINE.pdf
74. ↑  (EN) Lewis Wallace, Ben-Hur: A Tale of the Christ[collegamento interrotto], Booklassic, 18 giugno 2015, ISBN 9789635240784. URL consultato l'11 giugno 2016.
75. ↑  (EN) Robert Graves, I, Claudius, Penguin Books Limited, 3 agosto 2006, ISBN 9780141911748. URL consultato l'11 giugno 2016.
76. ↑   Andrea Frediani, La dinastia, Newton Compton Editori, 3 maggio 2012, ISBN 9788854140103. URL consultato il 4 settembre 2016.
77. ↑   Roberto Fabbri, Il giustiziere di Roma, Newton Compton Editori, 28 febbraio 2013, ISBN 9788854149335. URL consultato il 4 settembre 2016.
78. ↑   Francesco Benedetti, Druso: tragedia, 1º gennaio 1816. URL consultato l'11 giugno 2016.
79. ↑   Giovanni Artico di PORCIA (Count.), Sejano. Tragedia. [In verse.], 1º gennaio 1722. URL consultato l'11 giugno 2016.
80. ↑   Saverio Pansuti, Il Sejano tragedia di Saverio Pansuti. Consecrata all'illustrissima, ed eccellentissima signora d. Marina della Torre .., presso Domenico Antonio, e Niccolo Parrino, 1º gennaio 1729. URL consultato l'11 giugno 2016.
81. ↑   Luigi Marchionni, Il proscritto romano dramma storico in tre atti di Luigi Marchionni, presso G. Nobile e c. editori, 1º gennaio 1825. URL consultato l'11 giugno 2016.
82. ↑   La prosperità di Elio Seiano (1667), su librettidopera.it. URL consultato l'11 giugno 2016.
83. ↑   La caduta di Elio Seiano (1667), su librettidopera.it. URL consultato l'11 giugno 2016.
84. ↑  Piero Gelli, Filippo Poletti: Dizionario Dell'opera 2008, Dalai editore, 2007
85. ↑   L'esule di Roma - Indice generale - IntraText CT, su intratext.com. URL consultato l'11 giugno 2016.
86. ↑   Sejanus (Character), su IMDb. URL consultato il 12 giugno 2016.